# Gloeodontia
Gloeodontia is een geslacht van schimmels behorend tot de familie Stereaceae. De typesoort is de Gloeodontia discolor.

## Soorten
Volgens Index Fungorum telt het geslacht negen soorten (peildatum december 2022):
| Soortnaam                  | Auteur(s)                                                    | Publicatiejaar |
| -------------------------- | ------------------------------------------------------------ | -------------- |
| Gloeodontia americana      | Rajchenb.                                                    | 1987           |
| Gloeodontia columbiensis   | Burt ex Burds. & Lombard                                     | 1976           |
| Gloeodontia discolor       | (Berk. & M.A. Curtis) Boidin                                 | 1966           |
| Gloeodontia eriobotryae    | Y.C. Dai & L.W. Zhou                                         | 2013           |
| Gloeodontia halocystidiata | Gorjón                                                       | 2012           |
| Gloeodontia pyramidata     | (Berk. & M.A. Curtis) Hjortstam                              | 1987           |
| Gloeodontia subasperispora | (Litsch.) E. Larss. & K.H. Larss.                            | 2003           |
| Gloeodontia xerophila      | Tellería, M. Dueñas, Rodr.-Armas, Beltrán-Tej. & Melo & Melo | 2008           |
| Gloeodontia yunnanensis    | C.L. Zhao                                                    | 2020           |